# Villers-Perwin
Pour les articles homonymes, voir Villers.
Villers-Perwin est un village à la frontière du Hainaut et du Brabant wallon, au nord de la ville de Charleroi, en Belgique. Administrativement il fait partie de la nouvelle commune des Bons Villers, située en Région wallonne dans la province de Hainaut.

## Étymologie
De plusieurs explications proposées la plus plausible est qu'à l'origine le village s'appelait Villare per-viam (Villa [romaine] près de la voie). Le près de la voie fait référence à la chaussée romaine Bavay-Cologne (chaussée Brunehaut) qui passe près de son centre.

## Géographie

### Hydrographie
Villers-Perwin est traversé par un petit ruisseau, le Villers, qui est un affluent du Tintia. Il fait partie du bassin de la Meuse.

## Évolution démographique
- Sources : INS, Rem. : 1831 jusqu'en 1970 = recensements, 1976 = nombre d'habitants au 31 décembre.

## Histoire
Villers-Perwin était le siège de plusieurs seigneuries dans le passé. L'une d'entre elles dite du Gardin  ou du Jardin a été achetée au XVe siècle par un membre de la famille de Tenremonde, famille noble issue de la bourgeoisie de Lille : Jacques de Tenremonde, écuyer, fils de Guillaume, bourgeois de Lille anobli par le roi Charles VI, et de Jeanne Draghon, époux d'Agnès de Sompecke d'Anvers. 
Guillaume de Tenremonde, fils de Jacques, chevalier, épouse Marie Chevalier, s'établit à Villers-Perwin où il meurt le 2 juin 1489.

## Patrimoine
- La chaussée romaine Bavay-Cologne passe au sud du village. Elle traverse la route allant de Villers-Perwin à Mellet.
- L'église Saint-Martin. Edifice de style néo-gothique érigé par l'architecte Emile Tirou en 1872[2]. L'église située au centre du village, contient quelques trésors artistiques. Son 'Christ en croix' du XVIe siècle proviendrait de l'abbaye de Villers-en-Brabant.
- L'arbre de la Bruyère, planté par les moines de Villers en 1450, marque le point culminant (166 mètres) de la région.
- Chapelle Notre-Dame de Bon-Secours, rue Aubry. Petite construction du milieu du XIXe siècle, dont la façade est de style néo-gothique[2].
- Chapelle Notre-Dame de Lourdes, rue de l'Escaille. Bâtie en style néo-gothique dans la seconde moitié du XIXe siècle[2].
- Le portail de l'ancienne distillerie de Chassart.

## Économie

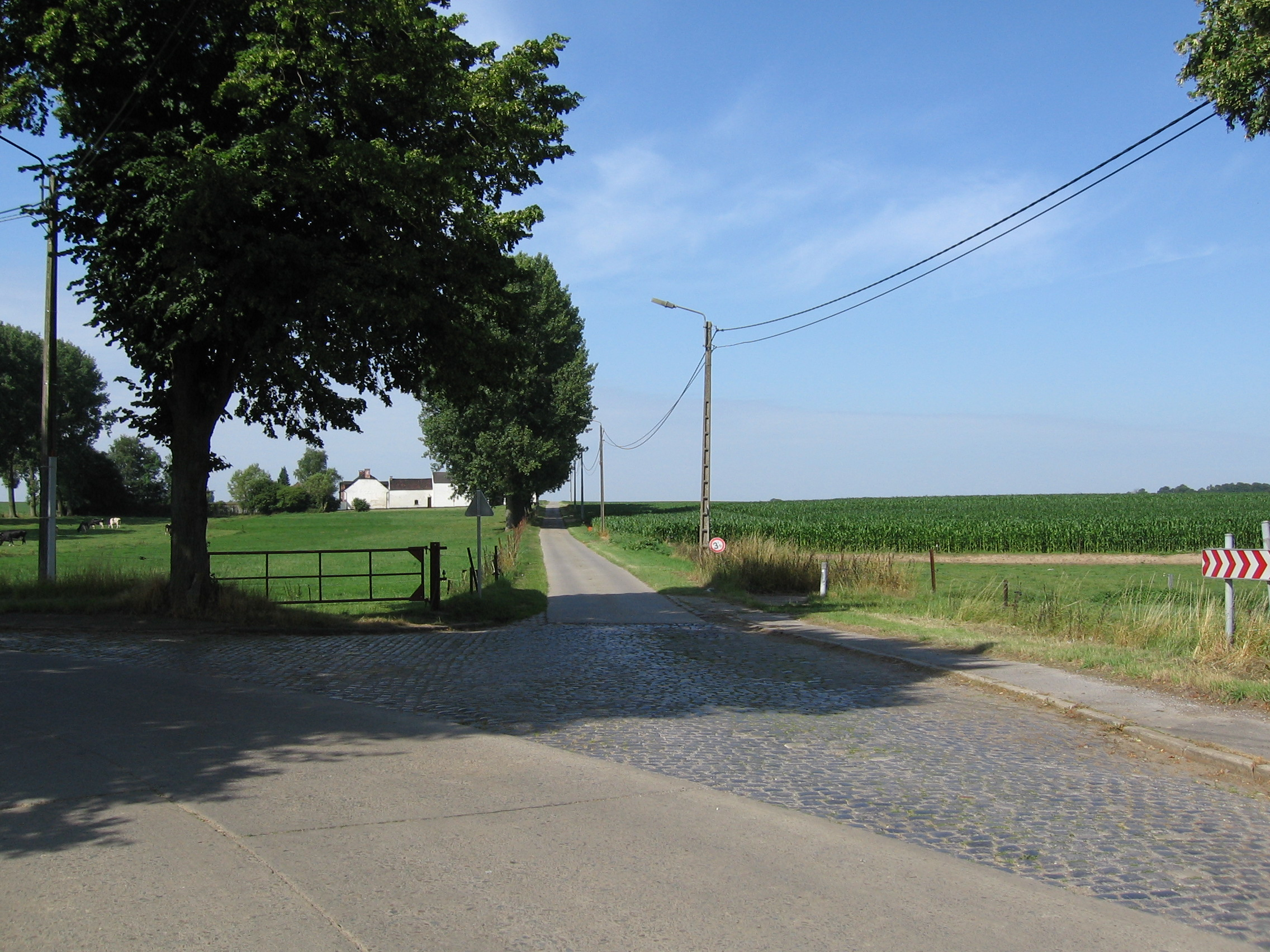
Section de la chaussée romaine, entre Villers-Perwin et Mellet.

## Activités et vie associative

### Scoutisme
Le scoutisme est présent à Villers-Perwin depuis 1976. La section 'Scouts' de la 17e (TE) unité Saint- Martin et la section 'Guides' de la 26e unité Sainte-Claire occupent une grande place dans la vie du village.

### Villers en fête
Le comité des fêtes de Villers-Perwin est très actif. Le groupe, composé d'une vingtaine de jeunes, organise chaque année des activités diverses : soirées à thèmes, visites culturelles, chasses aux œufs à Pâques, marches gourmande… Le point d'orgue de l'année est la ducasse du second week-end de septembre. L'ensemble du village participe à ce grand moment festif.

## Personnalité
- Arthur Grumiaux (1921-1986), violoniste de renommée mondiale est né à Villers-Perwin. L'école primaire porte aujourd'hui son nom.